# Liste der denkmalgeschützten Objekte in Pischelsdorf am Kulm
Die Liste der denkmalgeschützten Objekte in Pischelsdorf am Kulm enthält die 7 denkmalgeschützten, unbeweglichen Objekte der Gemeinde Pischelsdorf am Kulm im steirischen Bezirk Weiz.

## Denkmäler
| Foto |                 | Denkmal                                                                               | Standort                                        | Beschreibung | Metadaten |
| ---- | --------------- | ------------------------------------------------------------------------------------- | ----------------------------------------------- | --- | --- |
| ja   | Datei hochladen | Alter Pfarrhof, Musikschule HERIS-ID: 51737 Objekt-ID: 57482                          | Pischelsdorf 78 Standort KG: Pischelsdorf       | Das Gebäude mit L-förmigem Grundriss hat einen Kern aus 17. Jahrhundert, das Portal ist mit 1827 datiert. | BDA-Hist.: Q38047253 Status: § 2a Stand der BDA-Liste: 2025-06-30 Name: Alter Pfarrhof, Musikschule GstNr.: .1/1                                                                                    |
| ja   | Datei hochladen | Sog. Färberturm, Heimatmuseum HERIS-ID: 84107 Objekt-ID: 98188                        | Pischelsdorf 84 Standort KG: Pischelsdorf       | | BDA-Hist.: Q38182084 Status: § 2a Stand der BDA-Liste: 2025-06-30 Name: Sog. Färberturm, Heimatmuseum GstNr.: .87/4                                                                                 |
| ja   | Datei hochladen | Kath. Filialkirche hl. Johannes Nepomuk und Friedhof HERIS-ID: 51735 Objekt-ID: 57480 | Pischelsdorf 142, bei Standort KG: Pischelsdorf | Die Filialkirche wurde 1741 als südöstlicher Seitenschiffarm einer von Baumeister Johann Georg Stengg geplanten Kirche errichtet. | BDA-Hist.: Q38047233 Status: § 2a Stand der BDA-Liste: 2025-06-30 Name: Kath. Filialkirche hl. Johannes Nepomuk und Friedhof GstNr.: .64/1, 853 St. Johann Nepomuk (Pischelsdorf in der Steiermark) |
| ja   | Datei hochladen | Kath. Pfarrkirche hll. Peter und Paul HERIS-ID: 51736 Objekt-ID: 57481                | Pischelsdorf 78, bei Standort KG: Pischelsdorf  | Eine Pfarrkirche ist urkundlich 1203 erwähnt. 1898 bis 1902 erfolgte der Abbruch der romanisch-gotischen Kirche bis auf den gotischen Turmunterbau. Der Neubau im Neorenaissance-Stil stammt von Hans Pascher. Es ist eine in Nord-Süd-Richtung ausgerichtete Wandpfeilerkirche mit Kapellen und Emporen. Neben der Fassade befindet sich ein hoher Turm. | BDA-Hist.: Q20582696 Status: § 2a Stand der BDA-Liste: 2025-06-30 Name: Kath. Pfarrkirche hll. Peter und Paul GstNr.: .118 Pfarrkirche hll. Peter und Paul, Pischelsdorf                            |
| ja   | Datei hochladen | Mariensäule HERIS-ID: 84099 Objekt-ID: 98178                                          | Pischelsdorf 29, bei Standort KG: Pischelsdorf  | Die Mariensäule wurde 1664 im Auftrag von Johann Maximilian Herberstein errichtet. | BDA-Hist.: Q38182075 Status: § 2a Stand der BDA-Liste: 2025-06-30 Name: Mariensäule GstNr.: 1332/1 Mariensäule Pischelsdorf in der Steiermark                                                       |
| ja   | Datei hochladen | Ortskapelle Reichendorf HERIS-ID: 83783 Objekt-ID: 97834                              | bei Reichendorf 78 Standort KG: Reichendorf     | | BDA-Hist.: Q38181387 Status: § 2a Stand der BDA-Liste: 2025-06-30 Name: Ortskapelle Reichendorf GstNr.: .48                                                                                         |
| ja   | Datei hochladen | Bildstock HERIS-ID: 84198 Objekt-ID: 98284                                            | am Grabnerweg Standort KG: Rohrbach             | | BDA-Hist.: Q38182211 Status: § 2a Stand der BDA-Liste: 2025-06-30 Name: Bildstock GstNr.: 534/2 |